# Len Murray
Lionel „Len“ Murray, Baron Murray of Epping Forest (* 2. August 1922 in Hadley, Shropshire, England; † 20. Mai 2004 in London) war ein britischer Funktionär des Trades Union Congress (TUC), des Dachverbandes der Gewerkschaften, sowie Politiker der Labour Party.

## Leben
Murray begann seine berufliche Laufbahn 1947 als Assistent in der Wirtschaftsabteilung des Trades Union Congress, ehe er 1954 Leiter dieser Abteilung wurde. 1969 wurde er zum Stellvertretenden Generalsekretär des TUC gewählt.
Am 7. September 1973 wurde er schließlich als Nachfolger von Victor Feather schließlich selbst zum Generalsekretär des Dachverbandes gewählt und bekleidete dieses Amt bis zu seinem vorzeitigen Rücktritt genau elf Jahre lang bis zum 7. September 1984. In einem Interview fasste er seine Aufgabe wie folgt zusammen:
„Letztlich sehe ich meine Tätigkeit darin, den einfachen Menschen einen angemessenen Lebensstandard zu verschaffen.“
(‚Ultimately I see my job as getting a decent standard of living for ordinary people.‘)
Er führte den Trades Union Congress während des Höhepunktes der Macht des Dachverbandes Mitte der 1970er Jahre und spielte dadurch eine zentrale Rolle bei der Aushandlung des sogenannten Sozialpaktes (Social Contract) mit der damaligen Regierung der Labour Party. Zuletzt verlor der Dachverband nach dem Amtsantritt der konservativen Regierung unter Premierministerin Margaret Thatcher 1979 zunehmend an Einfluss sowie an Mitgliederzahlen. Nachfolger als Generalsekretär des TUC wurde am 7. September 1984 Norman Willis.
1985 wurde er als Life Peer mit dem Titel Baron Murray of Epping Forest in den Adelsstand erhoben und gehörte damit bis zu seinem Tode dem Oberhaus (House of Lords) als Mitglied für die Labour Party an.